# 大不列顛的路易絲
大不列顛的路易絲（英語：Louise of Great Britain，1724年12月18日—1751年12月19日）是一位英國公主，並在婚後成為丹麥與挪威王后（1746年－1751年）。她的丈夫是弗雷德里克五世。
路易絲於1724年出生於倫敦西敏，是英國國王喬治二世最小的孩子。1743年英國與丹麥達成聯姻協議，讓路易絲與丹麥國王克里斯蒂安六世的長子弗雷德里克結婚。抵達丹麥後，路易絲很快學習了丹麥語，此舉讓她倍受丹麥民眾歡迎。1746年弗雷德里克登基為王，僅僅五年後，路易絲在第六次懷孕期間死於臍疝氣。

## 子女
- 克里斯蒂安王子（1745年—1747年），夭折
- 索菲亞·瑪格達列娜公主（1746年—1813年），瑞典王后
- 威廉明娜·卡羅琳公主（1747年—1820年），黑森選侯夫人
- 克里斯蒂安七世（1749年—1808年），1766年成為丹麥國王
- 路易絲公主（1750年—1831年）

1. ↑  Ludvig Holberg. . . Tomus IV. Copenhagen. 1749: 281–82.